# Batalla de Matasiete
La Batalla de Matasiete fue una batalla ocurrida el 31 de julio de 1817 cerca de la ciudad de La Asunción entre las fuerzas independentistas comandadas por Francisco Esteban Gómez y las fuerzas españolas a las órdenes de Pablo Morillo.

## Batalla
Morillo había invadido la isla de Margarita en 1817 que desde 1816 había sido el bastión de los Libertadores venezolanos. Los margariteños, en gran inferioridad numérica, habían sido empujados cada vez más atrás por las fuerzas de Morillo en su marcha a la capital de la provincia, La Asunción. Finalmente los margariteños se atrincheraron en el cerro Matasiete, ubicado a las espaldas de La Asunción para resistir a las fuerzas de Morillo.
El 31 de julio Morillo ordenó el asalto a la cima. La batalla comenzó a las 08:30. La batalla fue feroz, los españoles cargaron frontalmente presionando a los defensores. El mismo general Esteban Gómez desenvainó su sable y combatió a los españoles recibiendo varios balazos. Mientras la infantería luchaba cuerpo a cuerpo, las baterías republicanas de Carante y Libertad hacían fuego continuo sobre los atacantes.
A las 04:00 el combate se había decidido como un triunfo de los republicanos. La campaña de Morillo en Margarita proseguiría hasta agosto de 1817 con la toma de Juan Griego, al no lograr someter a los margariteños y ante las noticias del triunfo de la Campaña de los republicanos en Guayana, se retiraría el día 17.